# Васильева, Наталья Борисовна
Наталья Борисовна Васильева (29 января 1936, Ленинград — 2 февраля 2001, Санкт-Петербург) — советский и российский художник по костюмам

, художник-постановщик

 кино и театра. Член Союза художников СССР, заслуженный художник Российской Федерации (1997).

## Биография
Родилась 29 января 1936 году в Ленинграде. В 1962 году окончила факультет живописи Института живописи, скульптуры и архитектуры имени И. Е. Репина (мастерская М.П. Бобышова).
Работала художником по костюмам и художником-постановщиком на киностудии «Ленфильм».
Скончалась 2 февраля 2001 года.

## Фильмография
| год  | фильм                                              | участие                                     |
| 1967 | Женя, Женечка и «катюша»                           | титры и заставки                            |
| 1967 | В огне брода нет                                   | картинки к фильмам                          |
| 1970 | Начало                                             | художник по костюмам                        |
| 1971 | Шельменко-денщик                                   | художник по костюмам                        |
| 1971 | Тень                                               | художник по костюмам                        |
| 1971 | Мещане                                             | художник по костюмам                        |
| 1975 | Полковник в отставке                               | художник по костюмам                        |
| 1975 | Звезда пленительного счастья                       | художник по костюмам                        |
| 1976 | Сентиментальный роман                              | художник по костюмам                        |
| 1978 | Ярославна, королева Франции                        | художник по костюмам                        |
| 1979 | Жена ушла                                          | художник по костюмам                        |
| 1979 | Вернёмся осенью                                    | художник по костюмам                        |
| 1980 | Никудышная                                         | художник по костюмам                        |
| 1981 | Сильва                                             | художник по костюмам                        |
| 1981 | Что бы ты выбрал?                                  | художник по костюмам                        |
| 1982 | Голос                                              | художник по костюмам                        |
| 1983 | Пацаны                                             | художник-постановщик                        |
| 1984 | Милый, дорогой, любимый, единственный…             | художник-постановщик                        |
| 1986 | Левша                                              | художник-постановщик                        |
| 1987 | Единожды солгав…                                   | художник-постановщик                        |
| 1988 | Господин оформитель                                | художник-постановщик                        |
| 1989 | Женитьба Бальзаминова                              | художник-постановщик                        |
| 1989 | Оно                                                | художник-постановщик                        |
| 1991 | Молодая Екатерина (Великобритания/Канада/США/СССР) | художник-постановщик                        |
| 1992 | Лунный свет                                        | художник-постановщик                        |
| 1992 | Последняя тарантелла                               | художник по костюмам                        |
| 1993 | Провинциальный бенефис                             | художник-постановщик и художник по костюмам |
| 1995 | Agnus Dei (Россия/Германия)                        | художник-постановщик                        |
| 1999 | Фараон (в цикле Мифы)                              | художник-постановщик и художник по костюмам |

## Призы и награды
- 1986 —  Конкурс профессиональных премий к/с Ленфильм и Ленинградского отделения СК. Премия имени Е. Е. Енея за лучшую работу художника «Левша»
- 1988 —  Номинант национальной премии Российской Академии кинематографических искусств — «Ника» в номинации лучшая работа художника «Господин оформитель» (СССР)
- 1993 —  Конкурс профессиональных премий к/с Ленфильм и Ленинградского отделения СК. Премия имени Е. Е. Енея за лучшую работу художника «Провинциальный бенефис»
- 1994 — Номинант национальной премии Российской Академии кинематографических искусств — «Ника» в номинации лучшая работа художника по костюмам «Провинциальный бенефис»
- 1997 — Заслуженный художник Российской Федерации (29 июля 1997 года) — за заслуги в области искусства[1].

## Память
- «Наталья Васильева. Художник кино» — документальный фильм о Наталье Борисовне из цикла «Люди ленинградского кино» был сделан студией «АКВ» в 2018 году режиссёром Татьяной Чистовой[2].